# Идвал ап Кадваладр
Идвал ап Кадваладр (Идвал Самец косули; валл. Idwal ap Cadwaladr; около 650—712 или умер в 734 году) — король Гвинеда (682—720), сын Кадваладра ап Кадваллона. Своё прозвище — «Самец косули» — Идвал получил за маленький рост и хрупкое телосложение.

## Биография
Его отец умер от чумы в 682 году или погиб в битве. Возможно, что его отец не умер в Риме в 689 году и спутан с Кэдваллой, а умер в 664 году.
Его старший брат Ивор, прибыв в Рим, умер там, 20 мая 689 года.
Правление Идвала ап Кадваладра протекало достаточно спокойно. Гвинед не ввязывался ни в какие конфликты, если не считать нескольких набегов на Мерсию, совёршенных вместе с королями Поуиса. Возможно, Идвал упомянут в «Истории королей бриттов» Гальфрида Монмутского под именем Ивура, которого Кадваладр отправил вперёд себя, чтобы подготовить почву для возвращения в Гвинед.
Он умер в 712 или 734 году.